# Gymnelia flavicapilla
Gymnelia flavicapilla là một loài bướm đêm thuộc phân họ Arctiinae, họ Erebidae.